# Ghislain Dochen
Ghislain Philippe Eugène Joseph Dochen, né le 28 novembre 1863 à Hannut et mort le 7 septembre 1956 à Avernas-le-Bauduin est un homme politique libéral belge.
Dochen est avocat et administrateur de sociétés. Il est élu conseiller communal de Hannut et sénateur de l'arrondissement de Huy-Waremme dès 1919.
Il est inhumé à Avernas-le-Bauduin. 